# Макколлум, Паркер
Паркер Янси Макколлум (Parker Yancey McCollum, родился 15 июня 1992 года) — американский автор-исполнитель песен в стиле американа и кантри, проживающий в Техасе. В 2022 году был признан лучшим новым катри-музыкантом по версии Академии кантри-музыки и CMT Music Awards. Два его сингла достигли № 1 в Billboard Country Airplay и получили платиновую («Pretty Heart») и золотую («To Be Loved by You») сертификацию.
Владелец компании PYM Music, он выпустил свой первый сингл и EP в 2013 году, а его дебютный альбом The Limestone Kid вышел 24 февраля 2015 года. Издание The Austin Chronicle поставило релизу 3,5/5 звезд, написав, что «ещё слишком рано объявлять The Limestone Kid дебютом года, но он уже один из лучших», и сравнив музыку Макколлума с музыкой Чарли Робисона. Макколлум и его бэк-группа объявили о туре 2015 года по Техасу в поддержку альбома, выступая на таких мероприятиях, как RedGorilla Music Fest. Макколлум выпустил EP Probably Wrong: Session One 7 июля 2017 года, а затем Probably Wrong: Session Two 8 сентября 2017 года. Полный альбом Probably Wrong был выпущен 10 ноября 2017 года. Его дебютный альбом Gold Chain Cowboy на крупном лейбле был выпущен 30 июля 2021 года.

## Биография
Паркер МакКоллум родился в 1992 году и вырос в Конро, штат Техас, недалеко от Хьюстона. В начале своей жизни он слушал классических кантри-музыкантов, таких как Вилли Нельсон, Бак Оуэнс и Портер Вагонер, а его семья познакомила его с такими музыкантами, как Cross Canadian Ragweed, Pat Green и Крис Найт. Работая летом на скотоводческой ферме со своим дедом, Макколлум познакомился с такими исполнителями, как Боб Дилан, Таунс Ван Зандт и Стив Эрл. Макколлум называл пионера неотрадиционного кантри и соотечественника из Техаса Джорджа Стрейта своим музыкальным героем и исполнял несколько песен Стрейта в своих выступлениях.

## Дискография
Дискография Паркера Макколлума включает, в том числе, следующие релизы:

### Студийные альбомы
- The Limestone Kid (2015)
- Probably Wrong (2017)
- Gold Chain Cowboy (2021)
- Never Enough (2023)

## Награды и номинации
| Год  | Ассоциация                       | Категория                      | Работа               | Результат | Ссылка |
| ---- | -------------------------------- | ------------------------------ | -------------------- | --------- | ------ |
| 2022 | Academy of Country Music Awards  | New Male Artist of the Year    | Parker McCollum      | Победа    | [ 15 ] |
| 2022 | CMT Music Awards                 | Breakthrough Video of the Year | «To Be Loved by You» | Победа    | [ 16 ] |
| 2022 | Country Music Association Awards | New Artist of the Year         | Parker McCollum      | Номинация | [ 17 ] |